# Cucullia papoka
Cucullia papoka är en fjärilsart som beskrevs av Ronkay 1986. Cucullia papoka ingår i släktet Cucullia och familjen nattflyn. Inga underarter finns listade i Catalogue of Life.